# Henryk von Strittberg
Henryk von Strittberg, von Streittberg (zm. po 12 października 1274), biskup sambijski, wcześniej mianowany biskupem warmińskim.
Był członkiem zakonu krzyżackiego. W 1248 został mianowany (przez arcybiskupa ryskiego na polecenie papieża) pierwszym biskupem nowo utworzonej diecezji warmińskiej. Wskutek sporu pomiędzy arcybiskupem ryskim i wielkim mistrzem krzyżackim nie mógł objąć diecezji; prawdopodobnie otrzymał jednak sakrę biskupią. Ostatecznie zrezygnował w 1250 i biskupem został Anzelm.
Po rezygnacji z roszczeń do diecezji warmińskiej pełnił funkcję biskupa pomocniczego w Niemczech. 7 maja 1254 został mianowany biskupem sambijskim (ze stolicą w Królewcu). Był dopiero trzecim z kolei biskupem tej diecezji; jego poprzednicy prawdopodobnie w ogóle nie objęli rządów. Rzadko przebywał w diecezji, ale rozpoczął organizację życia kościelnego, doprowadził także do nadania własności ziemskich biskupstwu (1258).